# 張瑪莉
張瑪莉（英語： Mary Cheung，1952年8月11日—），祖籍江蘇蘇州，畢業於香港理工學院工商管理學系，是1975年香港小姐冠軍，獲得選為香港十大傑出青年、香港十大傑出女性及十大愛心之星等。當選香港小姐後，張瑪莉加入佳藝電視出任編導助理，不久後加盟麗的電視出任節目主持、司儀和演員，其電視劇代表作有《鱷魚淚》、《大白鲨》及《天蠶變》等，現時為香港電台第五台節目《美麗人生》的主持DJ。

## 背景
張瑪莉曾經為孤兒，於6歲時開始失去雙親照顧，被逼流落街頭兩年，透過社會福利署於街頭發現及轉介後，她被送往保良局收容，並入讀該局於香港創立的首間學校「保良局學校」（銅鑼灣禮頓道66號附近）。小學畢業後升讀北角蘇浙公學。1973年從該校中五畢業後，她在嘉諾撒聖心商學書院進修商科。。1975年參選香港小姐成為冠軍。
1980年，張瑪莉嫁给何東家族成員、李小龍之兄長、前皇家香港天文台助理台長李忠琛（於2008年9月3日離世）。於結婚後，張瑪莉淡出娛樂圈，並且於結婚同年取得香港理工學院工商管理學系管理文憑。1981年，張瑪莉誕下一子；1984年，張瑪莉誕下一女。其子於澳洲墨爾本大學畢業後出任該校教授，其女則現時於該學校修讀碩士課程中。
張瑪莉信仰基督新教，於1985年接受洗禮。
1995年，張瑪莉成立「張瑪莉市場推廣（國際）有限公司」，並且擔任執行董事。
張瑪莉曾於新城知訊台擔任《百分百張瑪莉》節目主持長達26年（1994-2020），同時致力於參予公關、顧問、社交、演講及禮儀等教育〈包括參加北京奧運教育事務〉及公益事業等。
張瑪莉於保良局期間，一直與一位居住於美國洛杉磯、但是未有表露身份的阿姨保持書信聯絡。張瑪莉於長大後聯絡上該名阿姨，幾經轉折後成功於洛杉磯約見，發現該名阿姨原來是其親屬姨娘。後來，張瑪莉於2003年，成功輾轉地再聯絡到其時齡80歲的母親（於2013年以90歲時離世），同時發現其父於早年就已經離世。

## 演出作品

### 電視劇（佳藝電視）
- 明星

### 電視劇（麗的電視）
- 鱷魚淚　飾　蕭愛蓮
- 郎心如鐵　飾 溫珊妮
- 俠盜風流　飾　宮飛燕
- 追云擒龙
- 电影圈
- 天蠶變　飾　玄陰宮主
- 沈胜衣　飾　慕容孤芳
- 大白鲨　飾　蕭慧賢

### 電視劇（廉政公署）
- ICAC：歸去來兮
- 廉政先鋒第二輯：飛渡關卡

### 電視主持（香港電台電視部）
- 繩之於法

### 電影
- 1984年：三文治
- 1987年：朝花夕拾

## 公共服務
- 關懷愛滋委員會委員
- 捷旅慈善基金副主席
- 唐氏綜合症協會副主席
- 香港傑出專上學生服務協會顧問
- 樂施會顧問
- 宣明會顧問
- 學童療慈善基金策劃人
- 地球之友董事

## 著作
- 《門內攝影集》
- 《花的宣言》
- 《情牽筆墨》
- 《人間世外紐西蘭》
- 《美麗的回憶》
- 《女人心》
- 《倩兒的故事》

## 獎項
- 1975年度香港小姐冠軍
- 1988年香港十大傑出青年
- 香港十大傑出女性
- 十大愛心之星

## 軼事
由於張瑪莉曾經是孤兒，無法知道自己的確實生日日期；由於香港學校的暑假定於每年的7-8月，故此她將8月11日定為自己的生日日期，以示有很多假期來慶祝自己生日。在蘇浙公學時，因為仰慕蘇州人文文化，所以選擇自己祖籍為蘇州。蘇浙公學中的蘇指江蘇省，而江蘇省是南京江寧府和蘇州府的合稱。
另外，粵語名曲《明星》的原唱者是張瑪莉，時為1976年，原名《當你見到天上星星》，面世後反響一般；之後經陳麗斯翻唱，再到葉德嫻翻唱時終於大紅，成為熱門的翻唱曲，很多歌手以此剖白自己身為歌手的心聲。

## 外部連結
- 張瑪莉在互联网电影资料库（IMDb）上的資料（英文）
- 張瑪莉在香港影庫上的簡介
- 張瑪莉的Facebook專頁
- YouTube上的張瑪莉頻道
- 張瑪莉的Instagram帳戶
- 張瑪莉市場推廣（國際）有限公司